# Bibliographie der Buch- und Bibliotheksgeschichte
Die Bibliographie der Buch- und Bibliotheksgeschichte ist eine deutschsprachige Fachbibliographie zur Buch- und Bibliotheksgeschichte (Kürzel: BBB). Sie wurde von Horst Meyer bearbeitet und erschien von 1982 (Berichtszeitraum 1980/81) bis 2004 (Berichtszeitraum 2002/03) in 23 Bänden im „Bibliographischen Verlag Horst Meyer“, Bad Iburg (ISSN 0723-3590).
2007 wurde die Bibliographie im Wissenschaftsportal b2i in elektronischer Form zugänglich gemacht.